# Egoísmo

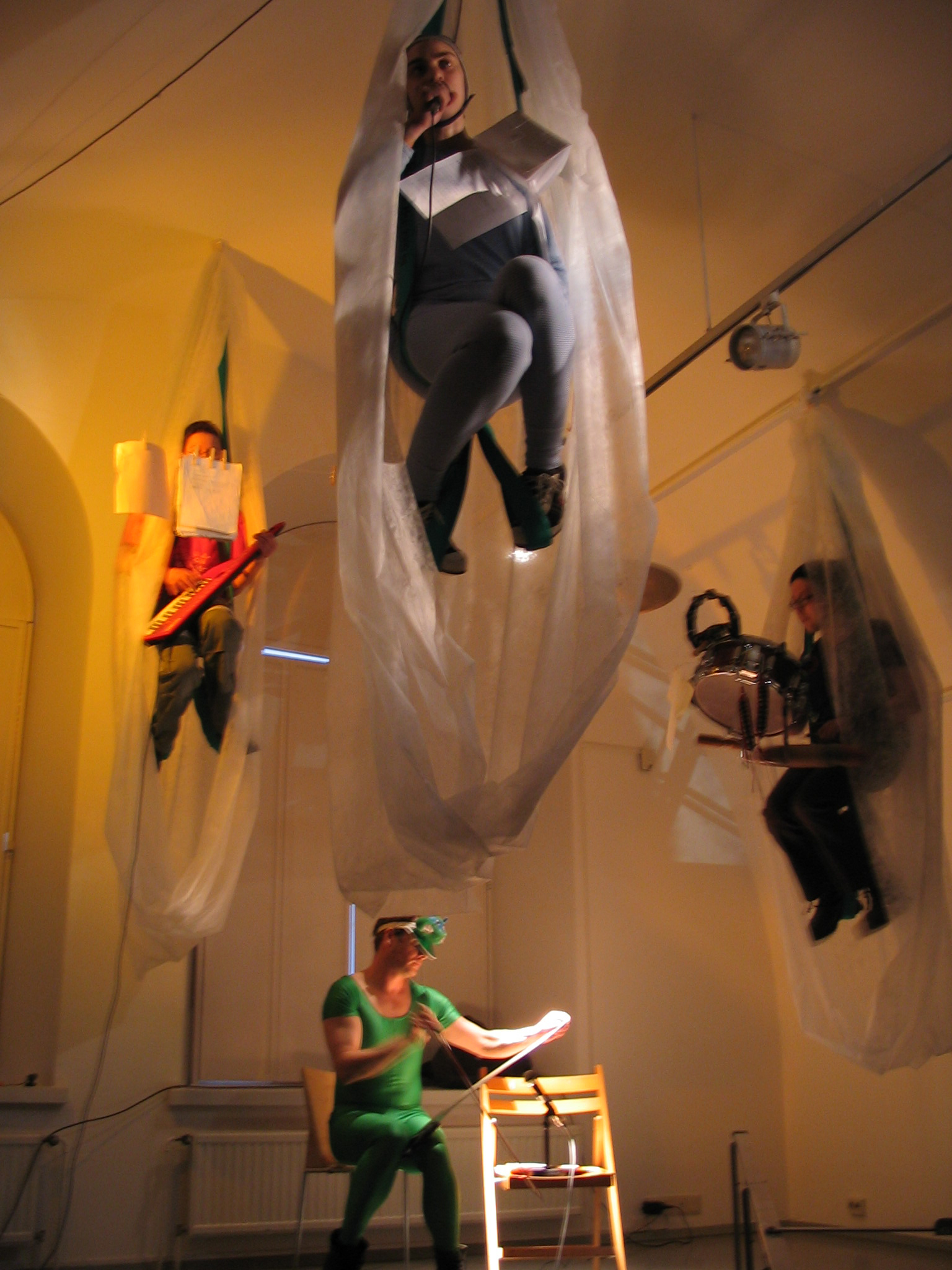
Casulo Egoísta

Egoísmo (ego + ismo) é o hábito ou a atitude de uma pessoa colocar seus interesses, opiniões, desejos, necessidades em primeiro lugar, em detrimento (ou não) do ambiente e das demais pessoas com que se relaciona. Neste sentido, é o antônimo de altruísmo.

## Egoísmo e egocentrismo
Um sujeito egoísta é aquele que se coloca no centro do seu universo. Diferente da cultura popular que defende que o egoísta acredita que "o mundo, inclusive as pessoas ao seu redor, foram criadas somente para ele", o egoísta, na verdade, é uma pessoa que prioriza a si mesmo em relação aos outros, mas não necessariamente desprezando-os. Um sujeito egoísta é aquele que acredita que, na sua perspectiva de ser, é mais importante do que os demais seres.  
O egocentrismo caracteriza-se pela simples aplicação do egoísmo. Dada a definição psicanalítica de Ego, o egocentrista, priorizando o seu ego, está simplesmente a priorizar a sua razão sobre a razão dos terceiros, ignorando o ego dos outros.
A sociedade acabou por definir o egoísmo e o egocentrismo como características negativas numa personalidade, porém diferente disso, Ayn Rand demonstra no Objetivismo e no livro A Revolta de Atlas (Atlas Shrugged) que o ser egoísta contribui positivamente para a sociedade e pode muitas vezes, desfrutando de seu ego e do prazer que sente em ajudar as pessoas, agir de maneira semelhante ao altruísta, porém por puro interesse próprio.

## Natural ou adquirido?
Há controvérsia se o egoísmo é uma característica natural humana ou se é um hábito adquirido, como um vício moral da pessoa.
A psicologia do desenvolvimento observa que a infância se caracteriza pela passagem de uma atitude naturalmente egocêntrica - em que a criança tem por referência seu organismo e suas necessidades - para uma atitude social e interativa. Deste modo, o egoísmo seria a recusa da pessoa em deixar essa fase infantil, uma luta por manter viva a fantasia do egocentrismo.
Naturalistas, como Richard Dawkins, postulam a base natural do egoísmo a partir da tendência dos replicadores do organismo se associarem apenas segundo o interesse de passar à próxima geração de organismos. É a hipótese do gene egoísta, ou seja, de que os mecanismos genéticos de reprodução agem com fins imediatos e egoístas. O altruísmo seria uma legítima construção da cultura humana.

## Visão religiosa

### Visão espírita
De acordo com o Espiritismo, o egoísmo é o pior dos vícios humanos, sendo os outros derivados dele. É, junto com o orgulho, o maior obstáculo ao progresso da humanidade. O egoísmo é uma das imperfeições mais difíceis de se desenraizar, pois deriva da influência da matéria sobre o espírito. Além disso, o egoísmo de uma pessoa frequentemente provoca o egoísmo da outra.
Para se combater o egoísmo, deve-se desenvolver a caridade, pois ela é a origem de todas as virtudes. O Espiritismo afirma que desenvolvê-la e combater o egoísmo deve ser o objetivo dos esforços de cada um, para proporcionar a própria felicidade neste mundo ou no futuro.